# Jarznik
Jarznik – element lampy wyładowczej, w którym następuje wyładowanie elektryczne. Wykonany jest w postaci rurki ze szkła lub przezroczystej ceramiki. Wewnątrz znajdują się gazy i metale będące czynnikami święcącymi. W jarzniku zatopione są elektrody, pomiędzy którymi następuje wyładowanie.